# ロゼッロ
ロゼッロ（イタリア語: Rosello）は、イタリア共和国アブルッツォ州キエーティ県にある、人口約200人の基礎自治体（コムーネ）。

## 地理

### 位置・広がり

#### 隣接コムーネ
隣接するコムーネは以下の通り。括弧内のISはイゼルニア県所属を示す。
- アニョーネ (IS)
- ボッレッロ
- カスティリオーネ・メッセール・マリーノ
- ペスコペンナターロ (IS)
- ローイオ・デル・サングロ
- ヴィッラ・サンタ・マリーア